# Пйотркув-Куявський
Пйотркув-Куявський (пол. Piotrków Kujawski) — місто в центральній Польщі.
Належить до Радзейовського повіту Куявсько-Поморського воєводства.

## Демографія
Демографічна структура станом на 31 березня 2011 року:
|          | Загалом | Допрацездатний вік | Працездатний вік | Постпрацездатний вік |
| -------- | ------- | ------------------ | ---------------- | -------------------- |
| Чоловіки | 2212    | 441                | 1561             | 210                  |
| Жінки    | 2323    | 449                | 1409             | 465                  |
| Разом    | 4535    | 890                | 2970             | 675                  |

## Церква

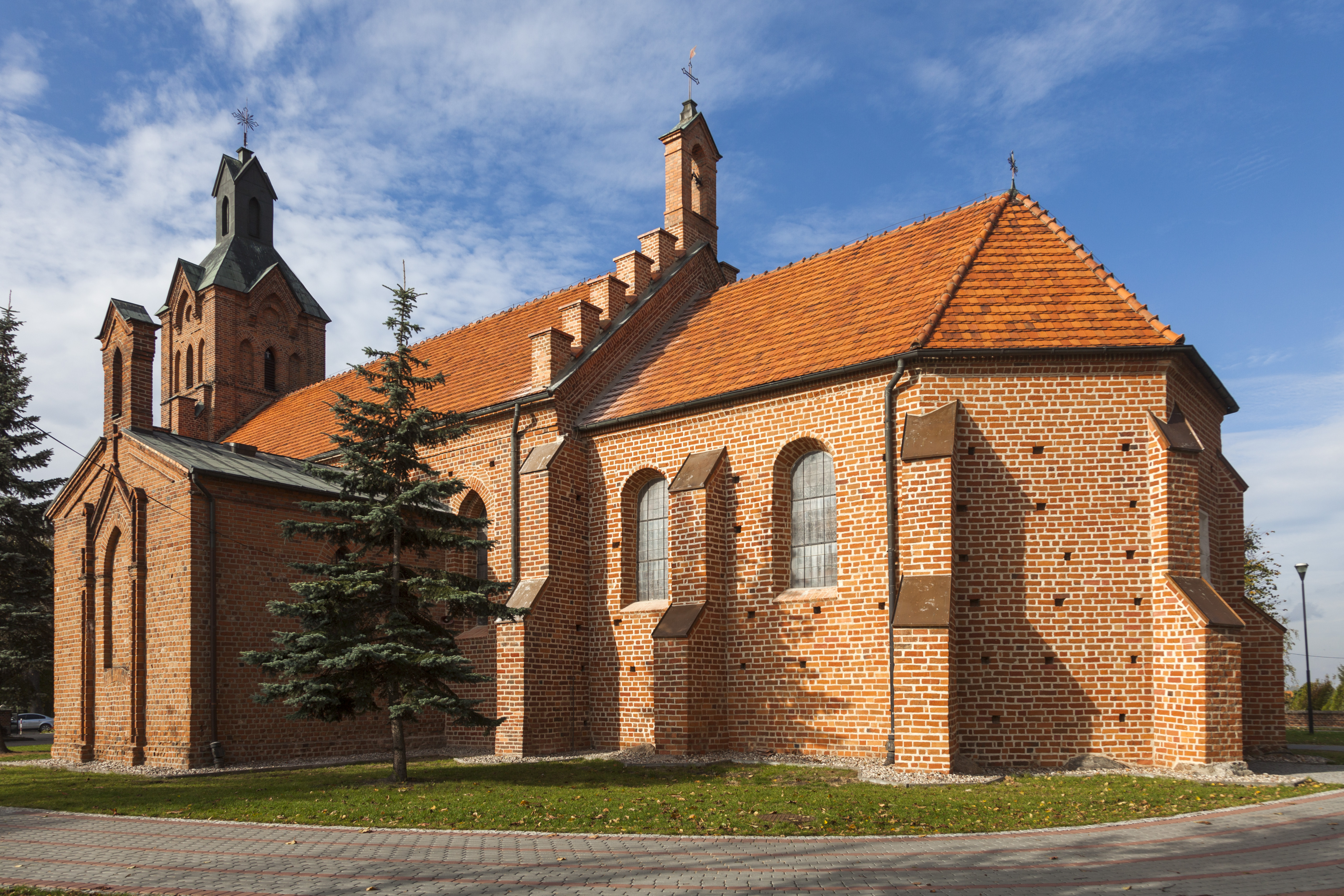
Костел Святого Якуба